# Vademela fusconotata
Vademela fusconotata är en insektsart som först beskrevs av Melichar 1914.  Vademela fusconotata ingår i släktet Vademela och familjen kilstritar. Inga underarter finns listade i Catalogue of Life.